# Nerůst
Nerůst je termín používaný jak pro politické, ekonomické a sociální hnutí, tak pro soubor teorií, které kritizují paradigma ekonomického růstu. Vychází z myšlenek různých myšlenkových směrů, jako je politická ekologie, ekologická ekonomie, feministická politická ekologie a environmentální spravedlnost a poukazuje na sociální a ekologické škody způsobené snahou o nekonečný růst a západními „rozvojovými“ imperativy. Nerůst zdůrazňuje potřebu snížit globální spotřebu a výrobu (sociální metabolismus) a prosazuje sociálně spravedlivou a ekologicky udržitelnou společnost, v níž bude hrubý domácí produkt jako ukazatel prosperity nahrazen sociálním a environmentálním blahobytem. Pokles HDP však není pro teorii nerůstu primárním cílem.
Nerůst klade důraz na autonomii, pečovatelství, samoorganizaci, občiny, komunity, sdílenou práci, štěstí a pohostinnost.

## Pozadí
Nerůstové hnutí vzniklo na základě obav z vnímaných důsledků produktivismu a konzumerismu spojených s průmyslovými společnostmi (ať už kapitalistickými nebo socialistickými), včetně:
- Snížená dostupnost zdrojů energie (viz ropný zlom).
- Zhoršující se kvalita životního prostředí (viz globální oteplování, znečištění, ohrožení biologické rozmanitosti).
- Zhoršování zdravotního stavu rostlin a živočichů, na nichž je člověk závislý (viz vymírání v holocénu).
- Nárůst negativních vedlejších společenských jevů (viz neudržitelný rozvoj, horší zdraví, chudoba).
- Stále se rozšiřující využívání zdrojů zeměmi prvního světa k uspokojení životního stylu, který spotřebovává více potravin a energie a produkuje více odpadu na úkor třetího světa (viz neokolonialismus).

Akademická sféra shromáždila nerůstové studie a definovala toto hnutí se třemi hlavními cíli: 
1. Snížit dopad lidské činnosti na životní prostředí;
2. Přerozdělit příjmy a bohatství v rámci jednotlivých zemí i mezi nimi;
3. Podporovat přechod od materialistické společnosti ke společnosti přátelské a participativní.[8]

Podle studie z roku 2025 jsou akademici zabývající se nerůstem obecně skeptičtí k možnosti dosažení ekonomických změn pomocí kapitalistických opatření, což zdůvodňují provázaností kapitalismu s neustálým růstem ekonomiky a vzájemné konkurence subjektů. Z toho důvodu zastánci nerůstu podporují cílenou a demokraticky vedenou změnu ekonomického systému, která by přispěla ke snížení tlaků na životní prostředí, nerovností a zvýšila kvalitu života.

### Vyčerpání zdrojů

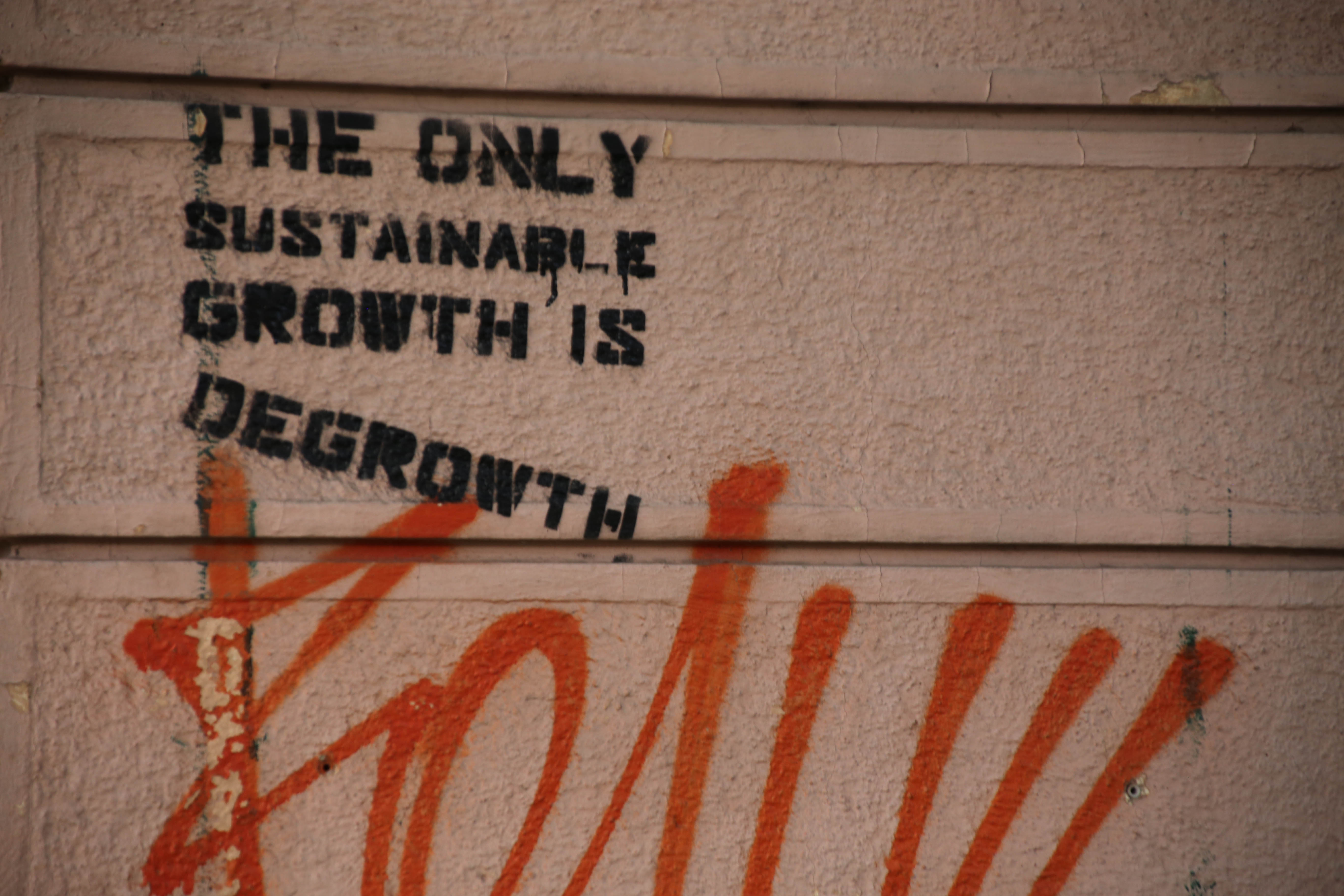
Graffiti na podporu nerůstu (degrowth)

S růstem ekonomiky roste i potřeba zdrojů (pokud nedojde ke změnám v efektivitě nebo poptávce po různých produktech v důsledku změn cen). Neobnovitelných zdrojů, jako je ropa, je pevně daná zásoba a tyto zdroje budou nevyhnutelně vyčerpány (peak oil). Obnovitelné zdroje mohou být také vyčerpány, pokud se těží neudržitelnou měrou po delší dobu. K tomu došlo například v případě produkce kaviáru v Kaspickém moři. Existují velké obavy, jak bude uspokojena rostoucí poptávka po těchto zdrojích, když se jejich zásoby snižují. Mnoho organizací a vlád se poohlíží po energetických technologiích, jako jsou biopaliva, solární články a větrné turbíny, které by pokryly výpadek poptávky po ropném zlomu. Jiní tvrdí, že žádná z alternativ nemůže účinně nahradit univerzálnost a přenositelnost ropy. Autoři knihy Techno-Fix kritizují technologické optimisty za to, že přehlížejí omezení technologií při řešení zemědělských a sociálních problémů vyplývajících z růstu.
Zastánci nerůstu tvrdí, že snížení poptávky je jediným způsobem, jak trvale odstranit nedostatek poptávky. V případě obnovitelných zdrojů je třeba poptávku, a tedy i produkci, snížit na úroveň, která zabrání jejich vyčerpání a bude šetrná k životnímu prostředí. Směřování ke společnosti, která není závislá na ropě, je považováno za zásadní, aby se zabránilo kolapsu společnosti, až se neobnovitelné zdroje vyčerpají.

### Decoupling

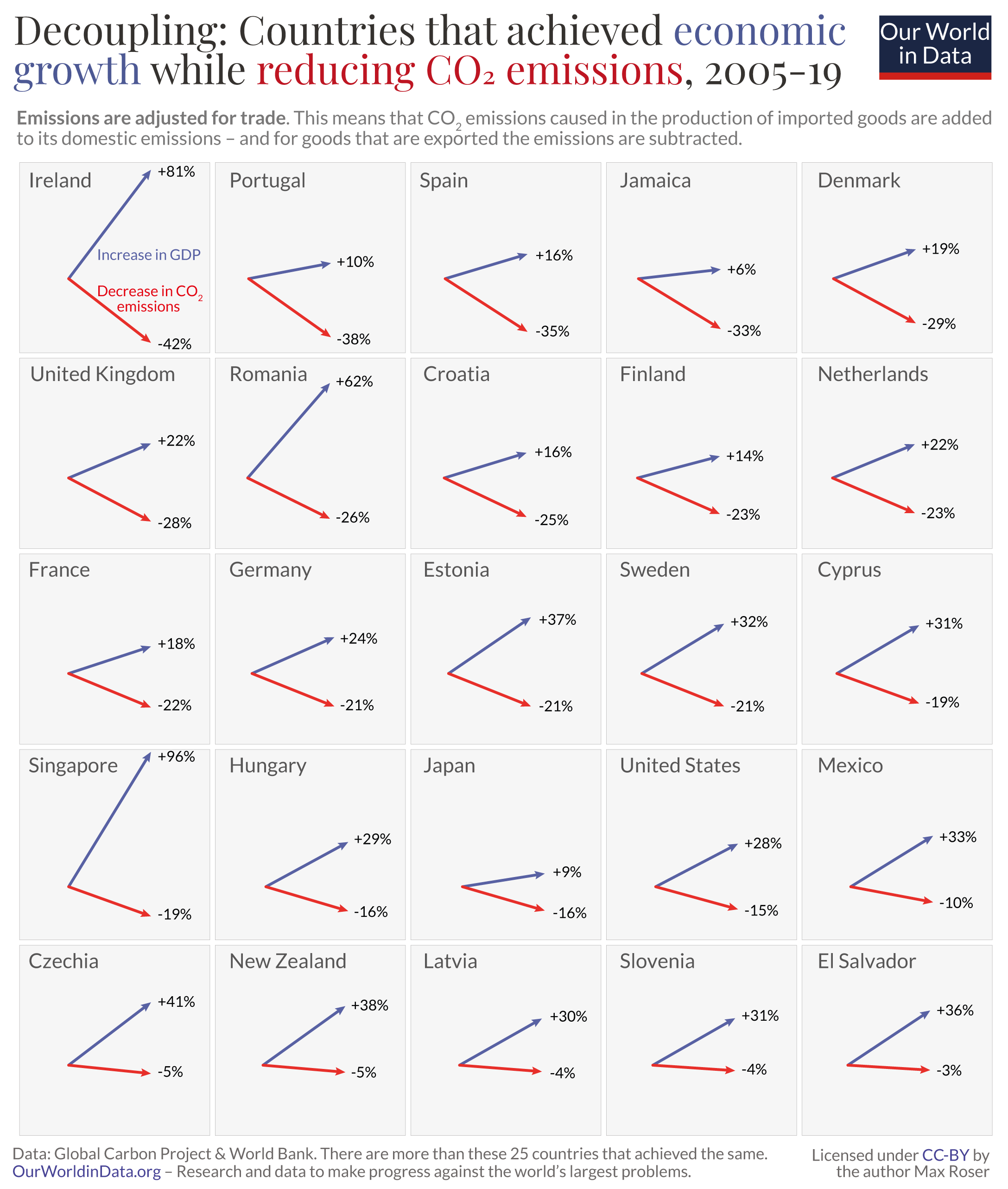
Graf relativního decouplingu některých rozvinutých zemí. Modrá orientovaná úsečka znázorňuje růst HDP, červená pokles emisí oxidu uhličitého.

Mezi příznivci tzv. zeleného růstu (green growth), kteří zároveň dominují při tvorbě klimatických a hospodářských politik, se objevuje termín decoupling, který značí oddělení ekonomického růstu, nejčastěji měřeného v růstu HDP nebo růstu HDP na obyvatele, od emisí skleníkových plynů a objemu využití přírodních zdrojů. Blíže se zavádí absolutní decoupling, tj. růst HDP společně s poklesem emisí skleníkových plynů a množství využitých přírodních zdrojů, a dále relativní decoupling, tj. růst HDP a zároveň emisí a využití zdrojů, u posledních dvou jmenovaných je však nižší a pomalejší. Nerůstové hnutí tuto myšlenku kritizuje a tvrdí, že absolutní decoupling je možný jen krátkodobě nebo pro určité oblasti. V roce 2021 nevládní organizace European Environmental Bureau ve své zprávě o decouplingu uvedla, že „neexistují empirické důkazy, které by potvrdily možnost dostatečného decouplingu ekonomického růstu od nároků na životní prostředí.“ K publikovaným příkladům decouplingu autoři zprávy uvádějí, že se jednalo buď o relativní decoupling, anebo dočasný decoupling pouze v lokálním měřítku. Tuto myšlenku sdílejí i další studie, podle nichž je absolutní decoupling před negativními důsledky globálního oteplování a dosažení oteplení planety o 1,5 °C, resp. 2 °C vysoce nepravděpodobný.
Kritici tohoto pohledu poukazují na to, že nerůst je politicky nedosažitelný, a přiklánějí se ke konceptu zeleného růstu s volným trhem, což považují za politicky přijatelnější systém. Zároveň se ale objevují názory, podle nichž neschopnost států dosáhnout cílů udržitelného rozvoje (SDG) OSN ukazuje, že kritika stávajícího systému nerůstovými teoretiky je odůvodněná.

### Ekologická stopa

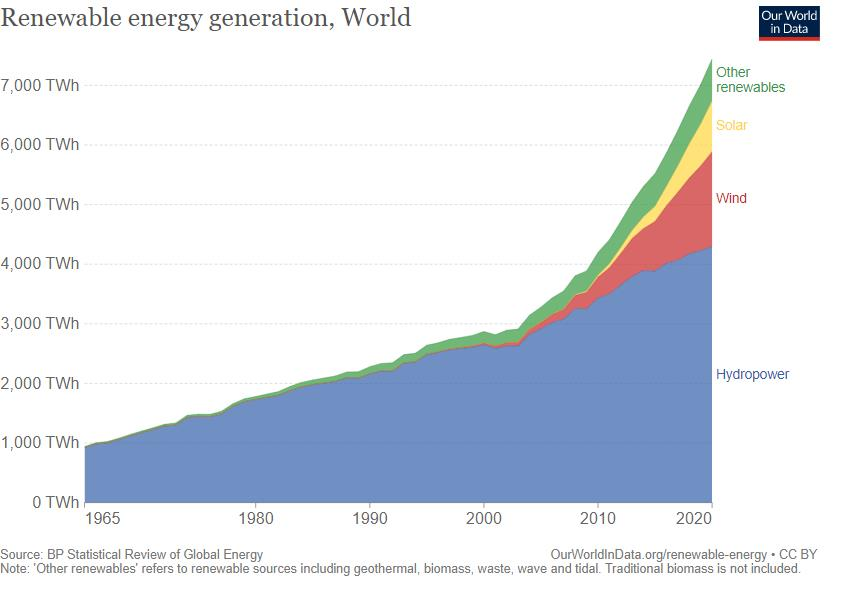
Produkce obnovitelných zdrojů ve 20. století

Ekologická stopa je měřítkem nároků člověka na ekosystémy Země. Porovnává lidskou poptávku s ekologickou schopností planety Země regenerovat. Představuje množství biologicky produktivní půdy a mořských oblastí potřebných k regeneraci zdrojů, které lidská populace spotřebuje, a k absorpci a zneškodnění příslušného odpadu. Podle zprávy Global Footprint Network z roku 2005 žijí obyvatelé států s vysokými příjmy z 6,4 globálních hektarů (gHa), zatímco obyvatelé zemí s nízkými příjmy z jediného gHa. Zatímco například každý obyvatel Bangladéše žije z toho, co vyprodukuje z 0,56 gHa, obyvatel Spojených států potřebuje 12,5 gHa. Každý obyvatel USA spotřebuje 22,3krát více půdy než obyvatel Bangladéše. Podle stejné zprávy byl průměrný počet hektarů na osobu ve světě 2,1, zatímco současná úroveň spotřeby dosáhla 2,7 hektaru na osobu. Aby světová populace dosáhla životní úrovně typické pro evropské země, bylo by při současné úrovni efektivity a výrobních prostředků zapotřebí zdrojů o velikosti tří až osmi planet Zemí. Aby bylo možné dosáhnout světové hospodářské rovnosti se současnými dostupnými zdroji, musely by podle zastánců bohaté země snížit svou životní úroveň prostřednictvím degresivního růstu. Omezení zdrojů by nakonec vedlo k nucenému snížení spotřeby. Řízené snižování spotřeby by zmírnilo trauma této změny za předpokladu, že žádné technologické změny nezvýší únosnou kapacitu planety.

### Jevonsův paradox
Mainstreamová environmentální hnutí spoléhají na objev nových technologií, které povedou ke snížení spotřeby zdrojů a zvýšení efektivity, například v oblasti energetiky. Nerůstová akademická sféra však upozorňuje na možné riziko tzv. Jevonsova paradoxu (v angličtině také rebound effect). Ten poprvé popsal v 19. století britský ekonom William Stanley Jevons a spočívá v tom, že dojde-li k objevení nového, efektivnějšího, zdroje nebo technologie, dojde ke zvýšení poptávky a v důsledku toho paradoxně i ke zvýšení spotřeby. Z tohoto důvodu se nerůstoví aktivisté primárně zasazují o řešení, která nejsou technologicky náročná, a preferují kompletní změnu ekonomického myšlení.

## Klíčové impulsy
- Probíhající „velké zrychlení“[26] ztráty biologické rozmanitosti, změny klimatu, znečištění a ztráty přírodního kapitálu jsou úzce spjaty s hospodářskými činnostmi a hospodářským růstem.
- Úplné oddělení ekonomického růstu a spotřeby zdrojů nemusí být možné.
- Ekonomické teorie, jako je ekonomika koblihy, teorie post-růst a teorie nerůstu, nabízejí alternativy k mainstreamovým koncepcím ekonomického růstu a přinášejí cenné poznatky.
- Zelená dohoda pro Evropu a další politické iniciativy pro udržitelnou budoucnost vyžadují nejen technologické změny, ale také změny ve spotřebě a sociálních postupech.
- Růst je zakořeněný kulturně, politicky a institucionálně. Změnu lze řešit jedině demokratickou cestou. Inspiraci nám mohou poskytnout různé komunity, které žijí "jednoduchý život".[7]

## Hnutí
Jak hnutí je nerůst známý především environmentálně smýšlejícím jedincům, a přesto se stále více dostává do povědomí ostatním ve společnosti. Toto hnutí usiluje o tzv. udržitelný nerůst – snížení materiálového a energetického výdeje ekonomickými systémy. Silný důraz je zároveň kladen i na sociální spravedlnost a rovnost. Nejsilnější je toto hnutí ve Francii, Španělsku a Itálii. Má širší cíle než například Transition town – oproti nim více zdůrazňují distribuční spravedlnost a solidaritu, usilují o politické změny. Nerůst taktéž zdůrazňuje problém rostoucího materiálového a energetického průtoku systémem a s ním spojené environmentální problémy, kdežto Města přechodu zdůrazňují spíše energetické aspekty současné krize. 
V Česku se nerůstu a souvisejícím tématům udržitelnosti věnuje skupina v rámci brněnské neziskové organizace NaZemi.

### Historie
Za jednoho z inspirátorů současného hnutí Nerůst je považován Nicholas Georgescu-Roegen. Jedná se o ekonoma rumunského původu, který je autorem knihy The Entropy Law and the Economic Process (1971). V této knize aplikuje druhý termodynamický zákon na ekonomické myšlení. Ústřední myšlenkou jeho díla je entropie, což je míra neuspořádanosti. Tvrdí, že je nezbytné smýšlet o ekonomice jako o procesu, který směřuje ke stále větší míře entropie. O rozšíření těchto myšlenek se však nejvíce zasloužil Herman Daly, který byl jeho studentem.
V roce 1972 vyšla zpráva Meze růstu výzkumníků z MIT pod vedením Donelly Meadows, kterou si v roce 1968 zadal think-tank Římský klub. Kniha se stala první významnou studií, která se zabývala důsledky ekonomického růstu. Ačkoliv autoři doporučují místo nerůstu (zmenšení ekonomiky) nulový růst, jedná se o první publikaci, která jako hlavní příčinu environmentálních problémů (znečištění, vyčerpání zdrojů a destrukce ekosystémů) vidí ekonomický růst. V roce 2004 byla publikována aktualizovaná verze studie (The Limits to Growth: The 30-Year Update).

### Technologie a hnutí Nerůst
Jednou z otázek ke hnutí Nerůst směřuje na užívání technologií. Lze vidět několik názorových linií – jsou autoři vystupující proti užívání technologií, autoři podporující užívání technologií a autoři, kteří uznávají pouze některé typy technologií. Do první skupiny patří tzv. klasičtí autoři Nerůstu. Ti vidí v užívání technologií nepřítele, který pracuje proti cíli Nerůstu, a to z toho důvodu, že zvyšují výrobní kapacitu materiálů a energie, a potažmo tedy i ekonomický růst. A také proto, že vnímají technologie jako složku, která ničí kvalitu lidského života. Navíc je zde i riziko závislosti na technologických přístrojích. Technologie tak podporují dehumanizaci a s používáním fosilních paliv taktéž ničí životní prostředí. Nerovný přístup k technologiím taktéž dělí společnost na „vítěze a poražené“ a prohlubuje problémy v sociálních vztazích. Mezi tyto kritiky technologií patří například Jacques Ellul.
Jsou i autoři, kteří se domnívají, že technologie jsou pro Nerůst nezbytné. Pro optimální rozvoj nerůstové společnosti jsou určité typy technologií potřebné k tomu, aby bylo možné užívat eco-friendly zdroje a zbavit se tak fosilních paliv a užívání energie. Jedná se o technologie šetrné k životnímu prostředí a jsou užívány v duchu Nerůstu. Existují po boku tradičních znalostí, lokálního způsobu obživy a podpory lokální produkce ve snaze o decentralizaci. Autorem této myšlenky je například J. L. Garcia. Technologie by měly odpovídat požadavkům konviviality, proveditelnosti, životaschopnosti. Těmito technologiemi mohou být solární stanice, větrné turbíny.